# Šelmberk
Šelmberk (německy Schellenberg) je zřícenina hradu u obce Běleč, asi dva kilometry severovýchodně od Mladé Vožice v okrese Tábor. Stojí na stejnojmenném skalním ostrohu nad údolím říčky Blanice v nadmořské výšce 480 m. Patří mezi hrady bergfritového typu a jeho věž je dominantou zříceniny. Od roku 1963 je chráněn jako kulturní památka.

## Historie

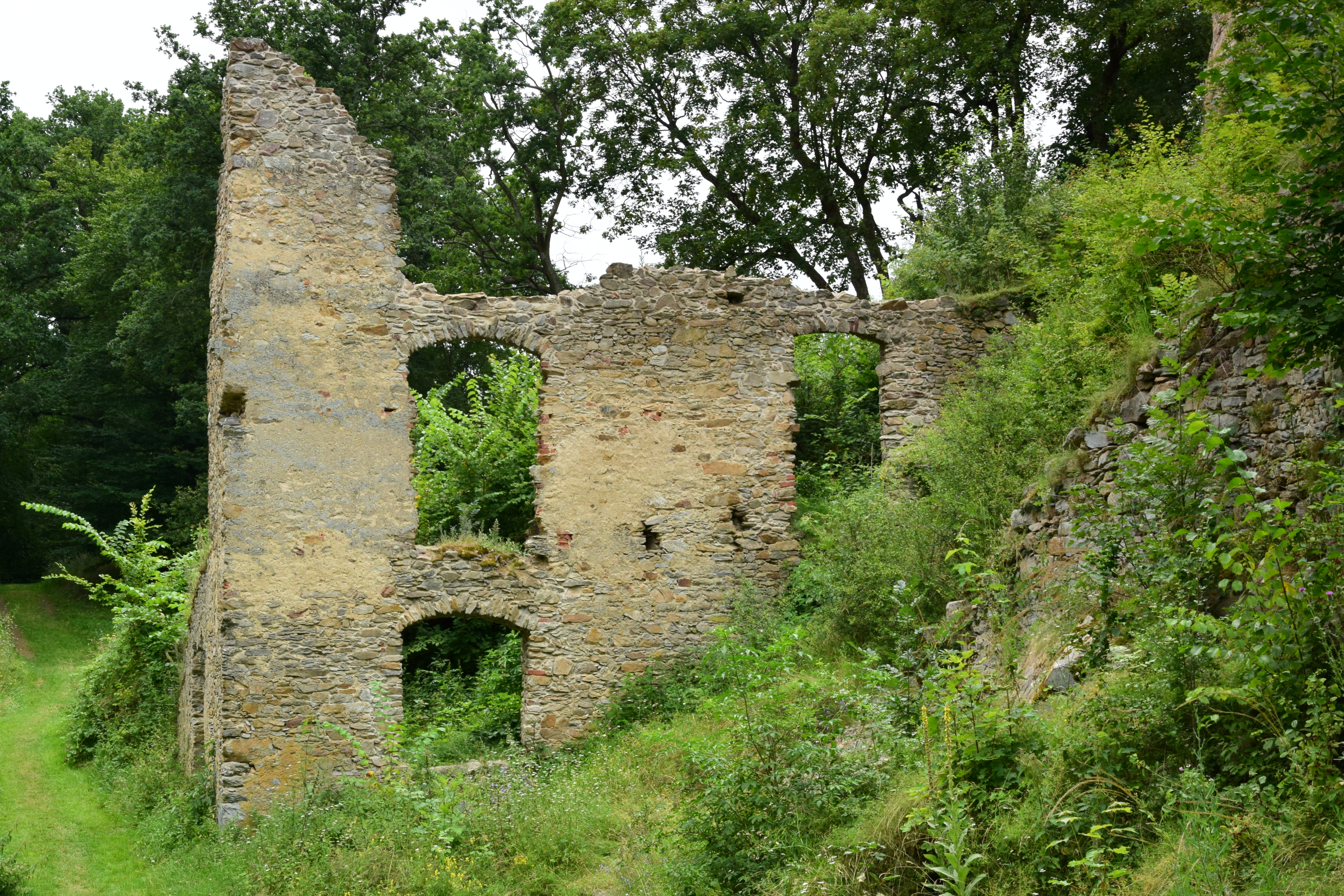
Zdivo renesančního paláce

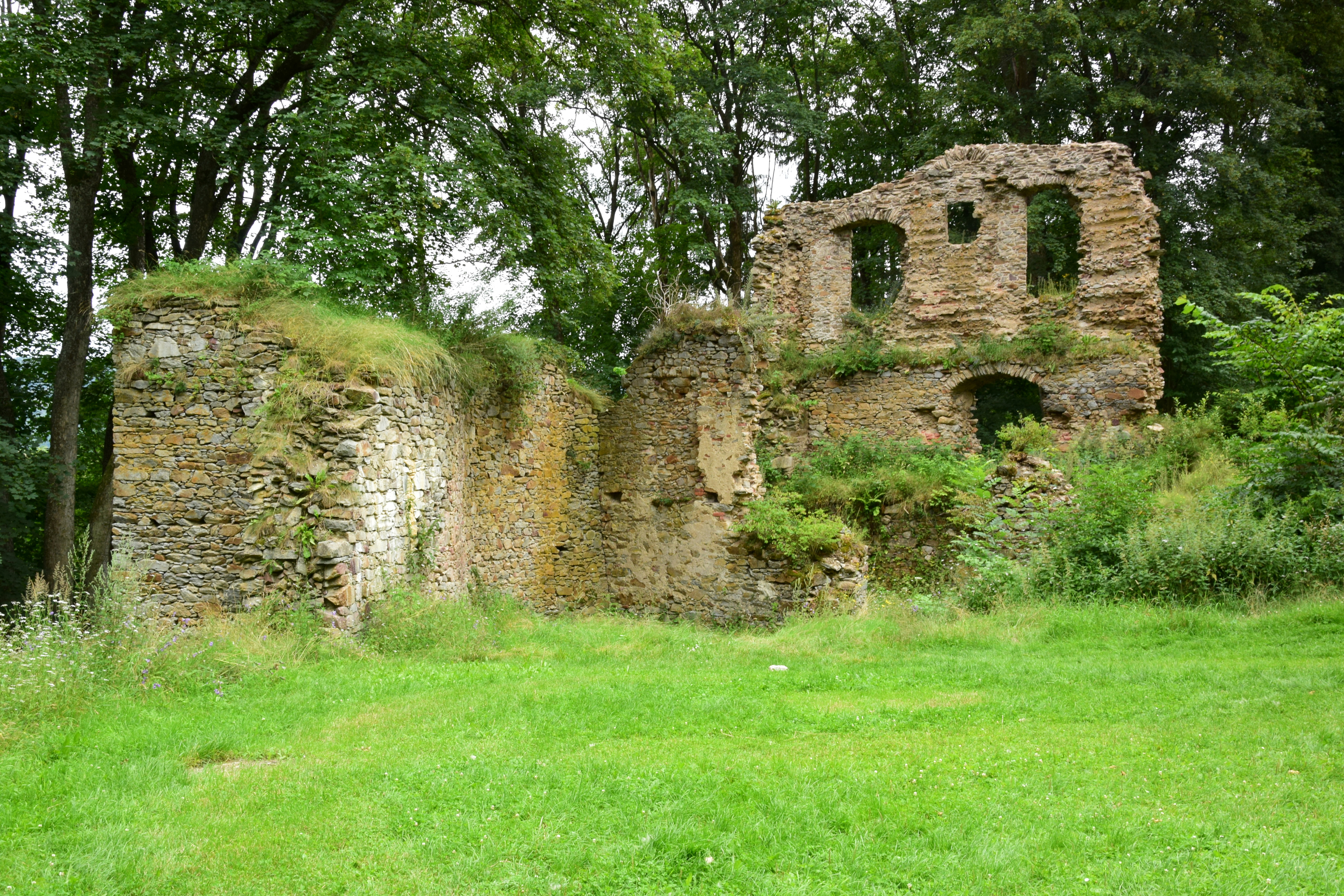
Interiér renesančního paláce

Hrad vznikl před rokem 1318, kdy je poprvé zmiňován v držení Přibyslava z Křimína, který byl příslušníkem rodu Buziců a zakladatelem jejich větve, pánů ze Šelmberka. Z dalších majitelů je znám jeho syn Přibík ze Šelmberka (1341) a po něm bratři Janek, Čeněk a Ondřej ze Šelmberka. Pánům ze Šelmberka hrad patřil až do devadesátých let čtrnáctého století, kdy jej získal Aleš z Rýzmburka. Z patnáctého století se dochovalo jen několik zpráv. V roce 1431 přešlo vlastnictví hradu z Albera z Těchobuze na Mikuláše z Hořic, který je připomínán ještě v roce 1473. Další zpráva je až z roku 1505, kdy byl spolu se svými bratry majitelem Václav Předbor z Radejšína. Před rokem 1518 panství prodali Albrechtu Ciplovi z Kravska, který zemřel v roce 1542 a majetek po něm zdědila dcera Kateřina. Někdy v prvé polovině šestnáctého století proběhla renesanční přestavba. Kateřina se vdala za Petra Mrackého z Dubé. Podle soupisu panství, provedeném po jeho smrti v roce 1555, stál u hradu také hospodářský dvůr a pivovar. Roku 1586 hrad koupil Michal Španovský z Lisova, připojil jeho panství k Mladé Vožici, a hrad ztratil svou sídelní funkci. Na kresbě z roku 1602 je hradní jádro zachyceno jako zřícenina. Během třicetileté války byl opuštěn úplně a postupně zpustl.

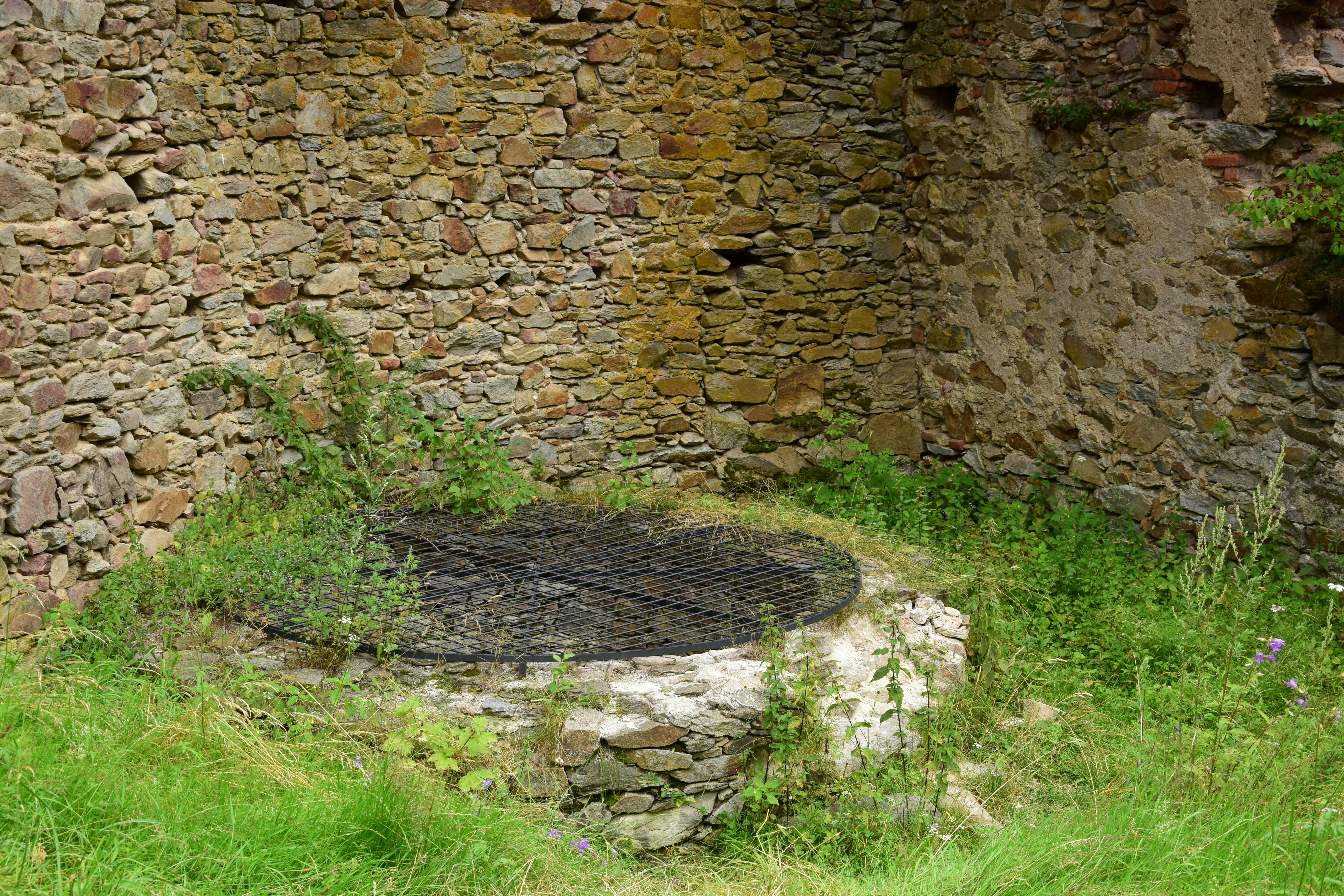
Studna

Ve dvacátých letech devatenáctého století nechal Leopold z Kuenburgu upravit věž v romantizujícím slohu na rozhlednu. Tehdy věž získala drobné cimbuří na vrcholu. Okolí hradu bylo ve stejné době přeměněno na anglický park. V roce 1940 se hrad stal majetkem města Mladá Vožice.
Od roku 2007 areál hradu spravuje Občanské sdružení Danar, které zde realizuje projekt historicko-řemeslně vzdělávacího centra. Jeho součástí je výstavba několika funkčních středověkých řemeslných dílen. V průběhu roku zde sdružení pořádá mnoho kulturních a vzdělávacích akcí pro mládež a širokou veřejnost.

## Stavební podoba

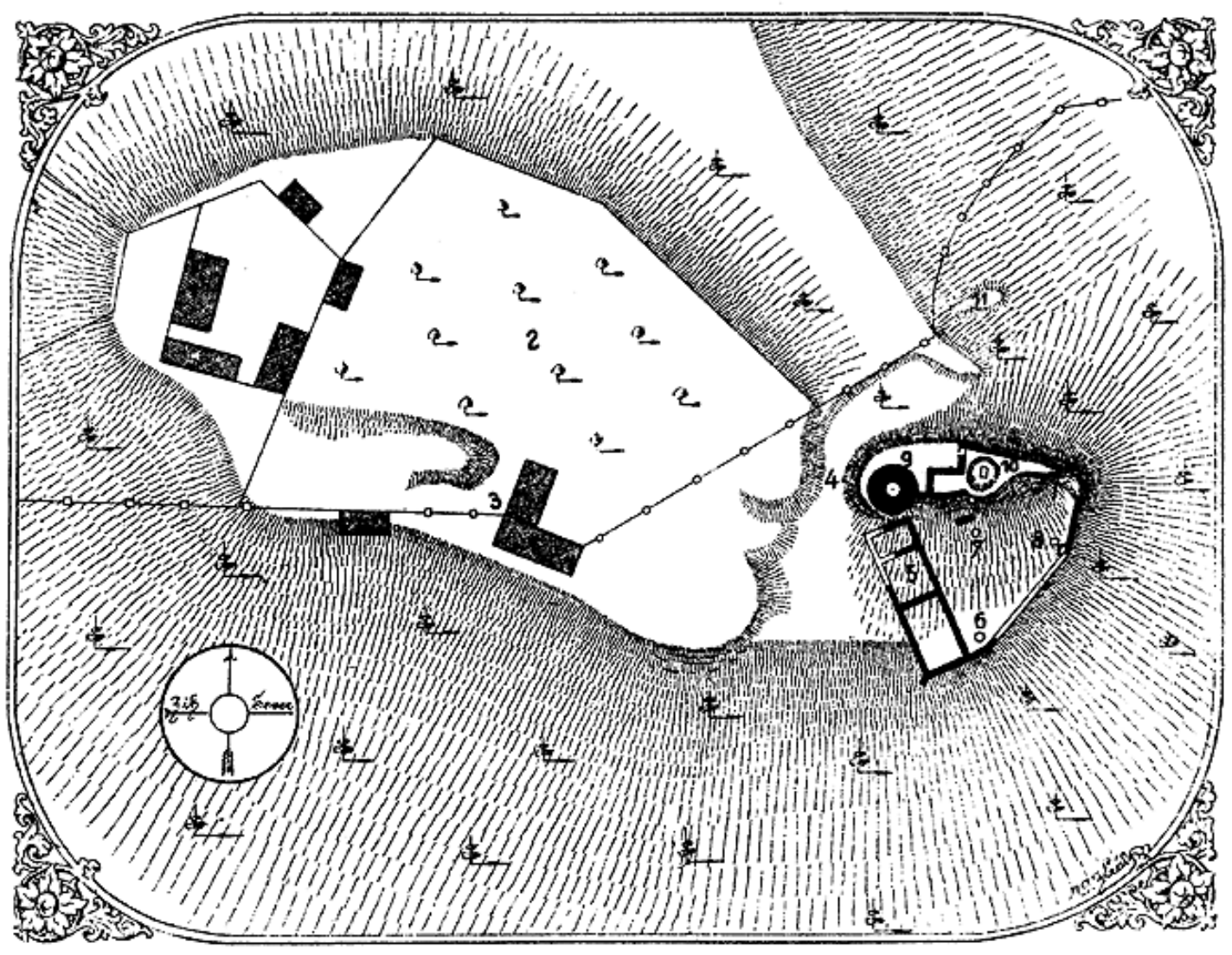
Půdorys hradu od Vojtěcha Krále z Dobré Vody publikovaný roku 1885

Hrad byl původně dvoudílný, ale podobu předhradí neznáme. Hradní jádro oddělené od předhradí šíjovým příkopem má přibližně trojúhelný půdorys a dělí se do dvou výškových úrovní. Na vrcholu výrazné skály stojí bergfrit a složitě členěný palác. Ve svahu pod nimi vzniklo nádvoří. Minimálně dvě místnosti v nejnižší úrovni paláce byly zaklenuté valenými klenbami. Od jihozápadního nároží paláce zřejmě vedla hradba, která obepínala věž a uzavírala jižní stranu hradu.
Během pozdně gotické přestavby byla věž zvýšena o patro osvětlené velkými okny a vybavené arkýřem. K severovýchodnímu nároží paláce přibyl věžovitý vstupní objekt, ze kterého se však dochovala jen spodní část. Čelní hradba byla zbořena a na jejím místě vznikl nový palác, pro který bylo nutno nádvoří mírně rozšířit směrem na jih a na východ. Nový palác byl v jihovýchodním rohu vybaven roubenou komorou. Další stavba vznikla podél východní hradby nádvoří.
V době renesance byl pozdně gotický palác v čele hradního jádra z větší části zbořen a na jeho místě postaven nový dvoupatrový palác se sedlovou střechou mezi renesančními štíty. Středem paláce vede průjezd brány. Podél mostu přes příkop bylo ve stejné době postaveno menší příčné křídlo.

## Přístup
| Rok  | Počet návštěvníků |
| ---- | ----------------- |
| 2015 | 3 477             |
| 2016 | 3 420             |
| 2017 | 2 694             |
| 2018 | 3 534             |
| 2019 | 3 371             |
| 2020 | 675               |
| 2021 | 3 126             |

Zřícenina hradu je volně přístupná. Vede k ní odbočka ze silnic II/125 a II/137 a pro pěší je vyznačena červená turistická trasa z Mladé Vožice do Kamberku.